# Наярит
Наяри́т (ацт. Nayarit) — штат на заході Мексики, на Тихоокеанському узбережжі. Площа 26 979 км². Населення 920 185 чоловік (2000). Адміністративний центр — місто Тепік.

## Історія

### Боротьба за незалежність штату

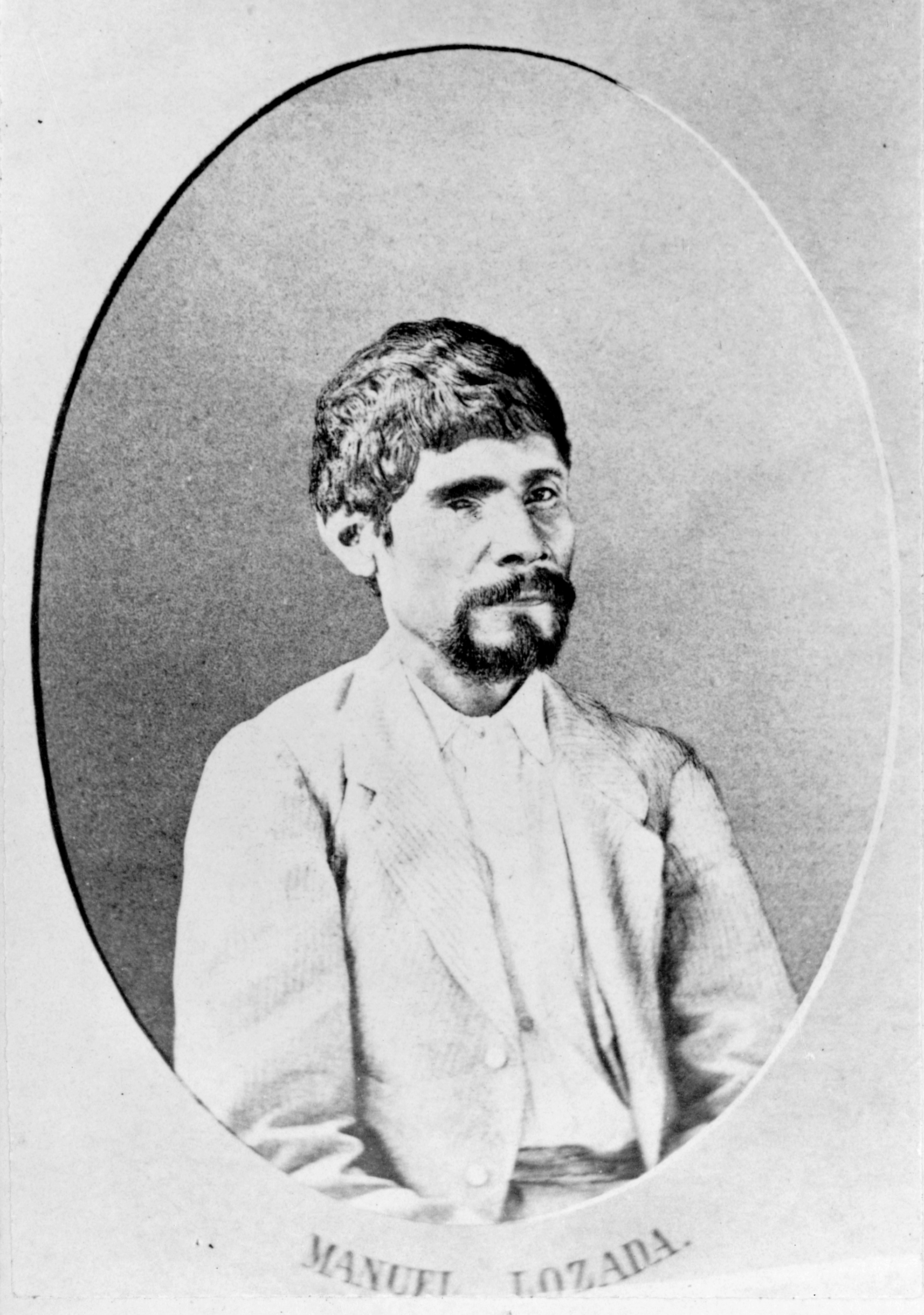
Мануель Лозара (1828-1873)

У 1860-х роках послідовники Мануеля Лозади, який отримав прізвисько Тигр Еліс, оприлюднили вимоги до федерального уряду, щодо повернення своїх земель корінному народу. У 1864-1866 роках, під час французької інтервенції Мексики, армія Лозади, яка налічувала 3000 повстанців, вийшла на допомогу французьким силам.  12 листопада 1864 року, після того як французька армія захопила Масатлан, Лозада і його війська увійшли до міста Тепік. Пізніше за допомогу Лозади своєю армією, Максіміліан I надав йому чин генерала і дозволив створити провінцію Сан-Хосе-де-Наярит зі столицею Тепік. Після ануляції імперії Лозадо присягнувся на вірність Беніто Хуаресу. Хуарес в свою чергу відділив Тепік від штату Халіско. Протягом 1866-1872 років Лозада зміцнив свою владу створивши армію в 16 000 чоловік та очолив боротьбу проти інтервентів-землевласників у Тепіку. Все ж після смерті Хуареса його влада ослабла. Під час спроби захоплення Ґвадалахари новий президент Мексики Себастьян Лердо-де-Техада направив федеральні війська на чолі з генералом Рамоном Короною проти Лозади, до яких доєдналися обурені землевласники. 28 січня 1873 року відбулася кривава битва поблизу ла-Мохонера в якій армія Лозади була розгромлена під час якої загинуло бл. 3000 чоловік. Наступного дня Ґвадалахара опинилася під контролем федеральних військ і була звільнена від армії Лозади. В липні Лозаду було зраджено двома лейтенантами з його армії і схоплено в місті  Лома-де-лос-Метатес, де він народився. 19 липня 1873 року Лозаду стратили, після чого федеральний уряд майже 10 років намагався взяти місто Тетріс під свій контроль.  Лише 12 квітня 1880 року поміж Муерто Лозадою, портфіріанцем Мануелем Гонсалесем та іспанцем Хуаном Лерма було підписано мирну угоду у якій Тепік оголосили військовим округом штату Халіско. Нині Мануель Лозада вважається попередником руху аграрної реформи в Мексиці та першим засновником штату Наярит. На його честь у Тепіку споруджений пам'ятник, а місто в якому він народився отримало нову назву Сан-Луїс-де-Лозада.

### Режим Портфіріо Діаса
В період правління Портфіріо Діаса тяжкі умови праці та низька платня за працю спровокували цілу низку робітничих рухів у Тепіку та ближніх містах. Так у 1894 році на фабриці  "Bellavista" почався жіночий страйк на чолі з  Вікторіаною Арройо, Францискою та Макловією Куінтерами, Аделіною та Маріаною Кастанедами. У 1896 році робітничі страйки вибухнули на заводі "Jauja", а в 1905 році на фабриці  "Bellavista" вибухнув новий страйк на чолі з братами Педро Грегоріо та Енріке Еліасом.
У 1912 році відкрилася залізнична лінія поміж містами Тепік  та Акапонета.

### Вільний та суверенний штат

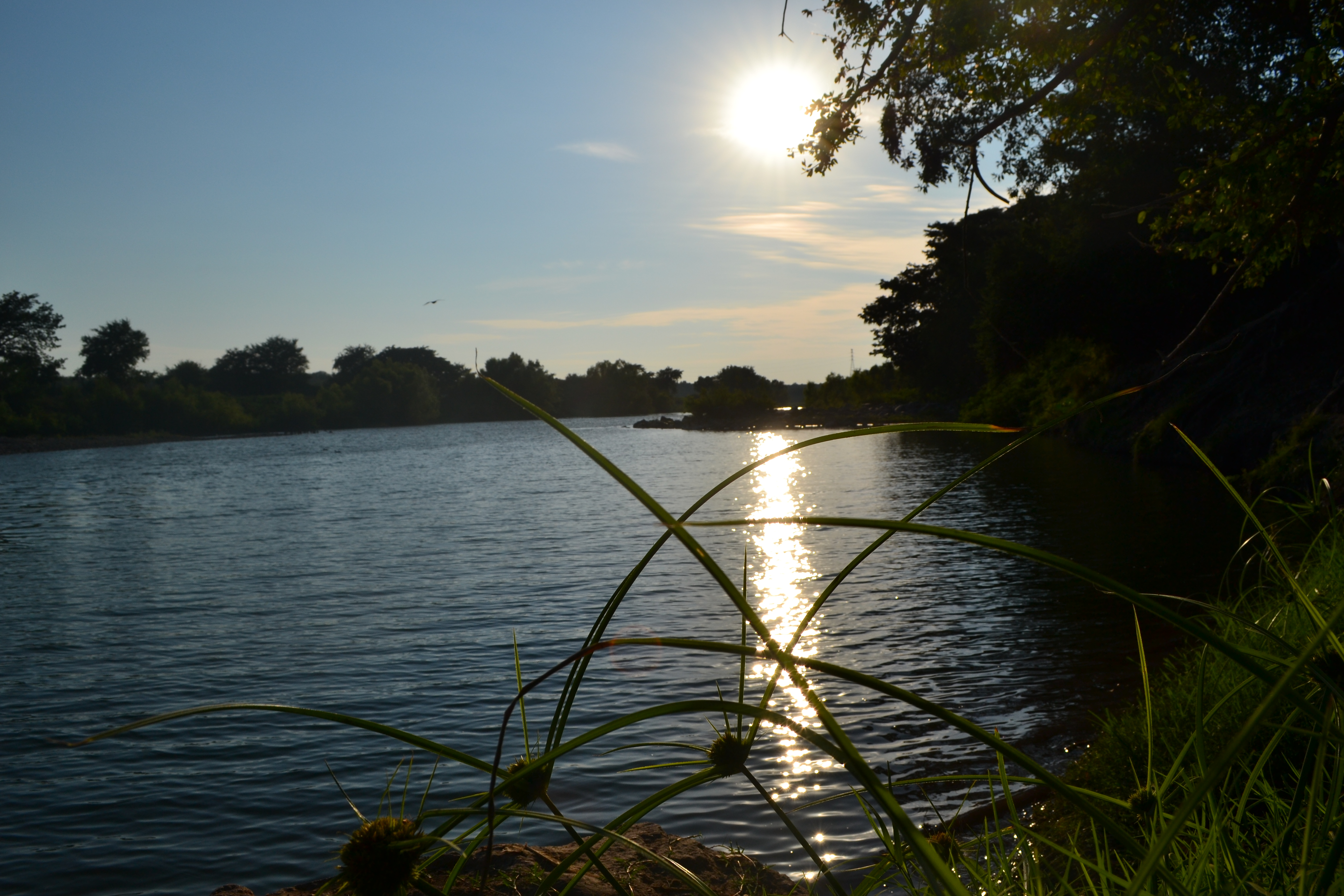
Річка Акапонека

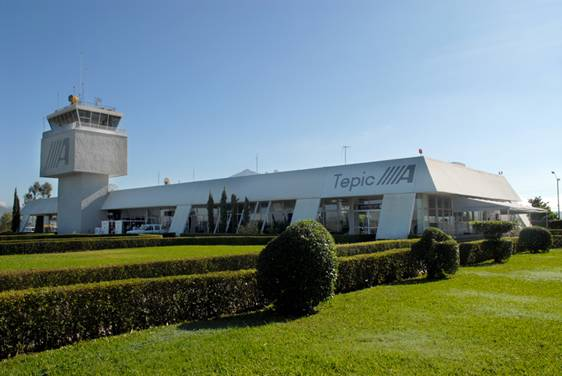
Міжнародний аеропорт "Amado Nervo"

1 травня 1917 року військовий округ штату Халіско Тепік було оголошено вільним і суверенним штатом Наярит, а з 5 лютого 1918 року була підписана конституція штату.
У 1926 році була завершена залізнична лінія, що пов'язала міста Тепік із Ґвадалахарою. У період 1934-1937 рр. панування політичних, соціальних, економічних та культурних латифундій у Наяриті було повністю припинено. З 1946 по 1951 роки у штаті почався новий етап модернізації. У 1969 році був заснований Автономний університет Наярит, а в 1972 році -- технологічний інститут у Тепіку. У період з 1987 по 1993 роки у Наяриті були збудована гідроелектростанція "Aguamilpa" та міжнародний аеропорт "Amado Nervo". В цей період у штаті з'явилися автомагістралі "Plan de Barrancas" та "Tepic-Crucero de San Blas", мости через річки Акапонека, Лас-Канас та Сан-Педро. З 1993 по 1999 рік на трасі Tepic-Гвадалахара через річку Сантьяго побудувався міст "Villa Hidalgo-La Presa-Santiago". У 1989 році було створено 20-й муніципалітет Баха-де-Бандерас, розташований на півдні штату, що межує зі штатом Халіско. 